# 东兰辛
东兰辛（英語：East Lansing）是美国密歇根州英厄姆县和克林顿县的一座城市，位于州首府兰辛以东，面积29.2平方公里。根据美国人口调查局2000年统计，共有人口46,525人，其中白人占80.91%、亚裔美国人占8.21%、非裔美国人占7.4%。
密歇根州立大学位于东兰辛市内。